# Autumn Dynasty
Autumn Dynasty est un jeu vidéo de stratégie en temps réel développé par Touch Dimensions et édité par Bulkypix, sorti en 2012 sur iOS et Android.

## Système de jeu
Les unités du jeu se déplacent en temps réel sur une carte stratégique. Le jeu comprend plusieurs modes dont les classiques solo du genre, « campagne » et « escarmouche », et un mode multijoueur.

## Univers
L'univers visuel du jeu reprend le thème des estampes chinoises. La présentation commerciale du jeu a d'ailleurs mis en avant le contrôle des unités à l'aide d'un pinceau-stylet compatible iPad.

## Réception

### Critique
- Gamezebo : 4,5/5[2]
- Pocket Gamer : 8/10[3]
- Pocket Gamer France : 8/10[4]
- TouchArcade : 4,5/5[5]

### Récompense
- Independent Games Festival China 2009 – Meilleur jeu étudiant
- Sélectionné par Apple dans le Best of App Store 2012 catégorie New Ways To Play (« nouvelles manière de jouer »)[6].